# The Notorious Byrd Brothers
The Notorious Byrd Brothers ist das fünfte Studioalbum der US-amerikanischen Folk-Rock-Band The Byrds, das sechste wenn man das Greatest Hits-Album mitzählt. Es erschien am 3. Januar 1968 auf dem Label Columbia Records. In den Vereinigten Staaten erreichte das Album #47 der Pop-Charts, in Großbritannien #12. Trotz guter Kritiken hatte The Notorious Byrd Brothers die bis dahin schlechtesten Verkaufszahlen eines Byrds-Albums, was es nicht daran hinderte ein Rockklassiker zu werden. So erreichte das Album auf der 2003 vom Rolling Stone zusammengestellten Liste der 500 besten Alben aller Zeiten Platz 170.

## Geschichte
Nach Erscheinen der Single Lady Friend begaben sich die Byrds Anfang August 1967 wieder ins Studio um ihr fünftes Album aufzunehmen. Als The Notorious Byrd Brothers schließlich am 3. Januar 1968 erschien, war aus dem Quartett ein Duo geworden. Zwischen dem „Summer of Love“ und dem Herbst der Ernüchterung war zuerst David Crosby ausgeschieden, dann kam Gene Clark zurück, um drei Wochen später ebenfalls das Weite zu suchen und schließlich verließ auch Michael Clarke seine Kollegen und musste durch den Session-Drummer Jim Gordon ersetzt werden. Trotz dieser Turbulenzen war das Ergebnis in sich stimmig und thematisch zusammenhängend. Auf den früheren LPs der Byrds waren die Tracks musikstilistisch sauber voneinander getrennt. Ein Song pop-rockig, der nächste von Country & Western beeinflusst, schließlich ein elektronisch-experimentelles Stück. Auf Notorious wurden bei fast jeder Aufnahme zwei oder mehrere dieser Stile gleichzeitig oder hintereinander eingesetzt, neben weiteren zusätzlichen Elementen wie Orchesterbegleitung und klanglichen Tricks (hauptsächlich von Produzent Gary Usher eingebracht), die, seit Erscheinen von Sgt. Pepper’s Lonely Hearts Club Band in der populären Musik beinahe obligatorisch geworden waren.
Als die Musiker wieder das Studio betraten, lagen das Monterey Pop Festival und jede Menge Ärger hinter ihnen. David Crosby inszenierte sich zunehmend als großer Könner, der die engen Gruppenregeln- und grenzen zu sprengen beabsichtigte und auf mehreren Partys gleichzeitig tanzen wollte (Buffalo Springfield, Jefferson Airplane etc.). Zu den Aufnahmen erschien er mit seinen bisher besten Kompositionen und Ideen zu harmonischer, thematischer und rhythmischer Innovation. Dies stellte für alle Beteiligten eine große Herausforderung dar und bei der Wiederveröffentlichung des Albums auf CD 1997 wurde ein Bonus-Track hinzugefügt, der die Studiosituation von damals widerspiegelt. Darauf hört man die verzweifelten Versuche des Drummers Michael Clarke, es David Crosby bei dessen Song Dolphin’s Smile rechtzumachen. Crosby will offensichtlich, dass Clarke einen Bossa-Nova-Rhythmus spielt, der aber gerät immer wieder in einen geraden 4/4 Beat. Nach dem Weggang von Crosby, der von Roger McGuinn und Chris Hillman betrieben worden war, um den Führungsanspruch zu klären und die ungestörte Weiterarbeit zu gewährleisten, wurden dessen Songs zum Teil übernommen. Während manche der Aufnahmen den kompletten Part Crosbys enthielten, wurden andere von McGuinn und Hillman überarbeitet, seine Stimme ersetzt oder gar der Text geändert. Das Ergebnis war ein komplettes, harmonisches Gesamtwerk, bei dem Crosbys Songs zwar auf Anhieb identifizierbar sind, jedoch harmonisch im Kontext mit McGuinns und Hillmans Beiträgen aufgehen.
Thematisch spiegeln die Lieder die Ideen und Wünsche der Hippiekultur wider: Harmonie, Zusammen sein, jugendliche Unschuld, Toleranz, Unangepasstheit, den moralisch verwerflichen Krieg, die Schönheit der Natur. Aber diese Motive werden von der Band nicht als romantischer Blick in die Vergangenheit angegangen, sondern als Erinnerung an gemeinsame Werte, die viele Jugendliche in der westlichen Welt damals teilten. Nicht nur Friede und Liebe werden thematisiert, sondern auch dunklere Seiten, die sich nun allmählich in die neue Jugendbewegung fraßen, darunter Gewalt und Drogenabhängigkeit.

## Titel
Das Album startet mit Artificial Energy, einem Song über Probleme bei der Einnahme von Amphetaminen, hier in Zusammenhang mit einer Flugreise, ähnlich wie bei Eight Miles High. Dabei geht es dieses Mal aber nicht nur um Desorientiertheit und Entfremdung, sondern um Mord und tief greifende Schicksalhaftigkeit. Als Autoren werden Hillman/McGuinn/Clarke genannt. Von einigen kurzzeitigen Reunion-Projekten abgesehen, sollte dies auch, bis zum Reunion-Album 1973, der letzte Byrds-Track sein, bei dem Schlagzeuger Michael Clarke mitspielte. Stilistisch ist das Stück (Motown-)Soul-orientiert, mit einem schrillen Bläsersatz, der, wie vieles auf dem Album, durch Phaser entfremdet wird. David Crosby hatte die Band bereits verlassen, als der Song aufgenommen wurde. Artificial Energy erschien 1968 auch als B-Seite der Single You Ain’t Goin' Nowhere.
Es folgt Goin’ Back, eine Gerry-Goffin-/Carole-King-Komposition, mit der Dusty Springfield bereits 1966 einen Top-Ten-Erfolg gehabt hatte und in der die Unschuld der Kindheit besungen wird. Während der Aufnahmen zum Album wurde ein Take bereits im Oktober als neue Byrds-Single veröffentlicht, für das Album selbst aber ein anderer verwendet. Stilistisch ein mit Harmoniegesang versehener Folk-Pop-Song, der ganz unter dem Einfluss von Sgt. Pepper, mit Glockenspiel, Cello, Piano und Pedal Steel-Gitarre (gespielt von Red Rhodes) steht, wurde dieser Song zum Kulminationspunkt der Auseinandersetzungen innerhalb der Band. Nach einigen Quellen wirkte David Crosby am Anfang der Aufnahmen mit und ist so beispielsweise Urheber des Vokalsatzes von Goin’ Back, obwohl andere Quellen suggerieren, dass er bereits zu Beginn der Aufnahmen eher negativ gegen das Stück gerichtet war. Die Wiederveröffentlichung des Albums auf CD (1997) und die darauf enthaltene frühe Version mit Crosby im Harmoniegesang lässt diese Sicht jedoch relativieren. Michael Clarke wirkte bei Goin’ Back nicht mehr mit und wurde durch Jim Gordon ersetzt, der den charakteristischen Drums-Roll gegen Ende des Stückes beisteuerte.
In Natural Harmony zeigte hier Chris Hillman erstmals sein Faible für jazzige Rhythmen und führte seine auf dem Vorgängeralbum begonnene Songwriter-Karriere fort. Der Phaser, Paul Beavers Moog-Synthesizer und Red Rhodes’ Pedal-Steel-Gitarre unterstreichen den psychedelisch orientierten Text.
Mit einem weichen Übergang werden die Hörer nun zu Draft Morning geführt, der von Byrds-Hörern oft als eines seiner besten Werke angesehen wird. Thematisch ein Anti-Kriegs-Lied, handelt es von einem jungen Mann, der zur Musterung soll, aber von Zweifeln gequält wird. Wie auf fast allen Liedern auf Notorious singen die Byrds auch hier sphärisch und überaus sensibel. David Crosbys Stimme wurde durch die von Hillman ersetzt, seine Gitarre auf dem Track aber wahrscheinlich belassen. Sehr zu seiner Entrüstung aber wurde seine Autorenschaft um die von Hillman und McGuinn erweitert, nachdem er die Gruppe verlassen hatte.
Ganz im Geist von Wolfgang Amadeus Mozart und dessen Confutatis (Requiem), werden die sphärischen, sanften Klänge bei Draft Morning plötzlich von solchen abgelöst, die brutale Gewalt ausdrücken: Kriegsgeräusche mit Schreien und Gewehrsalven (beigetragen von der Comedy Truppe Firesign Theatre) und dazu eine Militärtrompete, die zum Angriff bläst, bevor der Song wieder zur Ruhe zurückkehrt.
Wasn’t Born to Follow, ein weiterer Song aus der Feder von Goffin/King und ebenfalls erst nach Crosbys Ausscheiden aufgenommen, ist ein sphärenleichter Country mit perfekten Byrds-Harmonien und Clarence White an der gezupften Westerngitarre. 1969 sollte das Stück als Teil der Filmmusik zu Easy Rider von sich hören machen. Wie bei Old John Robertson bricht der Country bei der Bridge radikal ab, um einem dröhnenden Rock mit Phasern und McGuinns ragaähnlichem Gitarrensolo Platz zu machen.
Ein weiterer Song aus der Nach-Crosby-Ära ist Get to You, ein Country-Jazz-Walzer von McGuinn. Wie dieser später zugab, handelte es sich um einen „Irrtum“ der Plattenfirma, Chris Hillman als Co-Autor zu nennen. In Wirklichkeit habe es sich um Gene Clark gehandelt, der kurzzeitig zu den Byrds zurückgekehrt war. McGuinn erklärte dazu auch, Crosby habe nach seinem Ausscheiden überall verbreitet, die Byrds seien keine guten Instrumentalisten. Mit Get to You habe er das Gegenteil beweisen wollen.
Der Chor (ah, that’s a little better) wird hier durch Lesley-Lautsprecher geschickt, ein Trick aus der Werkstatt der Beatles.
Bei Change Is Now haben wir es wieder mit einer Mischung aus Pop, Country und elektronischer Musik zu tun. Das Stück wurde von McGuinn und Hillman geschrieben und noch mit David Crosby und Michael Clarke aufgenommen. Es erschien auch als Rückseite der Single Goin’ Back und arbeitete wieder mit einem überraschenden Bruch der Musikstile: stampfender Rock bei den Versen, dahinfliegender Country bei der Bridge (mit Clarence White an der Westerngitarre). McGuinn erklärte anlässlich des Wiedererscheinens auf CD 1997 bzgl. des Textes, es sei „noch so ein Guru-spiritueller-mystischer Song, den niemand verstand“.
Old John Robertson war bereits als B-Seite der Single Lady Friend erschienen. Wie jedoch schon bei Why? (Single-Rückseite von Eight Miles High und auf dem Album Fifth Dimension) nahmen die Byrds das Stück noch einmal auf, mit Crosby an Bass und Harmoniegesang und Clarence White an der Westerngitarre. Inhaltlich erinnert sich Chris Hillman hier an seine Kindheit in San Diego und einen Filmregisseur im Ruhestand namens John Robertson, der von den Kindern wegen seines altertümlichen Äußeren (Schnurrbart, Stetsonhut) verspottet wurde. McGuinns Faible für Barockmusik fand in der Bridge des Songs neuen Ausdruck. Bereits vor den Byrds hatte er Musik von Johann Sebastian Bach auf dem Banjo gespielt, und auch sein Jesu Du meine Freude-Solo auf She Don’t Care About Time war unvergessen. Nun kam, während der Aufnahmen zu Robertson, ein Barock-Ensemble ins Studio, das zuvor wohl in einem Nachbarstudio gearbeitet hatte, und spielte spontan ein paar improvisierte Takte zur Bridge des Songs. Von der Band zunächst als Gag aufgefasst, wurde diese Einlage schließlich zum unverwechselbaren Part des Stücks.
Es folgt Tribal Gathering, ein von Paul Desmonds Take Five (Dave Brubeck Quartet) inspirierter Jazz im 5/8 Takt. Diese David-Crosby-Komposition, mit Hillman als Co-Autor, beschreibt ein Happening, das als Event der Gegenkultur am 12. Januar 1967 im Golden Gate Park in San Francisco stattfand. Die Strophen werden von einer melodiösen Jazzgitarre (McGuinn) begleitet. Die Bridge ist wiederum ein brutaler Bruch: ein harter Gitarren-Riff als Ausdruck der Anwesenheit der Hells Angels, die den friedlichen Charakter des Treffens in Frage stellten. Ungeklärt ist wer diesen Riff spielt, McGuinn oder Crosby. In Vorausschau der härteren Sounds, etwa auf Dr. Byrds & Mr. Hyde, kann eher von McGuinn ausgegangen werden.
Ein weiterer Crosby-Song, Dolphin’s Smile, ist der erste über dessen Liebe zum Meer und über den tiefen, blauen Frieden im Pazifischen Ozean. Stilistisch handelt es sich um einen Bossa Nova bzw. Latin Jazz mit einem außergewöhnlichen Chorsatz (gesungen von Crosby) in einer Tonart, die weder Dur noch Moll ist: A-E-H, also am ehesten A6, jedoch ohne Terz, so dass es sich genauso um Am6 handeln könnte. Die Bridge ist kurz und in C-Dur, D-Dur und G-Dur gehalten und leitet wieder über zu dem schwebenden Hauptthema. McGuinn trug mit Sounds auf seiner Gitarre dazu bei, die sprudelndes Wasser und den Gesang eines Delfins imitieren sollen.
Bei dem letzten Track, Space Odyssey, griff McGuinn abermals in seine Raumfahrt- und Science-Fiction-Kiste, wie zuvor bei 5 D, Mr. Spaceman oder C.T.A 102. Der Text basiert auf der Kurzgeschichte The Sentinel von Arthur C. Clarke, die auch Vorlage für den Kubrick-Film 2001: A Space Odyssey war. McGuinns Version beschreibt Außerirdische, die vor Jahrtausenden Einfluss auf den Gang des Lebens auf der Erde genommen haben. Musikalisch ähnelt das Lied einer schottischen Ballade und wird von 1968 als futuristisch empfundenen Moog-Synthesizer-Klängen untermalt.

## Triad
Zusammen mit seinem Opus Lady Friend wurde ein weiterer Song von David Crosby nicht auf Notorious veröffentlicht: Triad. Er handelt von einer Dreiecksbeziehung zwischen ihm, Joni Mitchell und Graham Nash. Crosby stellt dabei immer wieder die Frage, warum eine solche nicht möglich sein sollte. Dieser Versuch moralische Schranken zu überwinden war selbst für die gegenkulturelle Entwicklung im Jahre 1967 ein schwer verdauliches Thema. Die anderen Byrds wollten damit verbundene Risiken nicht auf sich nehmen.
Triad hätte ein weiterer Beitrag im Stil von Everybody’s Been Burned werden können, stattdessen gab Crosby es an Jefferson Airplane weiter, die es 1968 auf ihrer LP Crown of Creation veröffentlichten.
Erst ist den späten 1980er Jahren wurde die Triad auf dem Album Never Before veröffentlicht.

## Titelliste

### A-Seite
1. Artificial Energy (Roger McGuinn/Chris Hillman/Michael Clarke) – 2:18
2. Goin’ Back (Carole King/Gerry Goffin) – 3:26
3. Natural Harmony (Chris Hillman) – 2:11
4. Draft Morning (David Crosby/Chris Hillman/Roger McGuinn) – 2:42
5. Wasn’t Born to Follow (Carole King/Gerry Goffin) – 2:04
6. Get to You (Chris Hillman/Roger McGuinn) – 2:39

### B-Seite
1. Change Is Now (Chris Hillman/Roger McGuinn) – 3:21
2. Old John Robertson (Chris Hillman/Roger McGuinn) – 1:49
3. Tribal Gathering (David Crosby/Chris Hillman) – 2:03
4. Dolphin’s Smile (David Crosby/Chris Hillman/Roger McGuinn) – 2:00
5. Space Odyssey (Roger McGuinn/R.J. Hippard) – 3:52

### Wiederveröffentlichung
Am 25. März 1997 veröffentlichte Columbia das Album auf CD mit folgenden Bonustracks:
1. Moog Raga (Roger McGuinn) – 3:24 (Instrumental)
2. Bound to Fall (Mike Brewer/Tom Mastin) – 2:08 (Instrumental)
3. Triad (David Crosby) – 3:29
4. Goin’ Back (Carole King/Gerry Goffin) – 3:55 (alternative Version)
5. Draft Morning (David Crosby/Chris Hillman/Roger McGuinn) – 2:55 (alternatives Ende)
6. Universal Mind Detector (Chris Hillman/Roger McGuinn) – 13:45 (instrumentale Version von Change Is Now – Radiowerbung mit Produzent Gary Usher und Studiogespräche der Band als Hidden Tracks)